# Oracle (EP)
Oracle és el títol de l'EP del grup Sunn O))) publicat el 2007 per Southern Lord Records. Va nàixer inspirat per una col·laboració amb l'esculptor Banks Violette.
Un crític de Pitchfork Media el va rebre positivament.

## Llista de cançons
- "Orakulum" (18 minuts)
- "Belürol Pusztít" (16 minuts)
- "Helio)))Sophist"* (46 minuts) - Greg Anderson, Stephen O'Malley, Oren Ambarchi, Attila Csihar i Tos Nieuwenhuizen[2]

*Soles en la versió CD